# Endosymbiose
Endosymbiose is het verschijnsel waarbij een organisme (de endosymbiont) symbiotisch leeft in de cellen of in het lichaam van een gastheerorganisme. De meest nauwe vorm van symbiose is endocytobiose, waarbij een endosymbiotische partner intracellulair in een gastheer leeft. Door endosymbiotische genoverdracht (EGT, dit is te vergelijken met horizontale of laterale genoverdracht, HGT) wordt vaak een gedeelte van het erfelijke materiaal van de endosymbiont overgedragen naar het cytoplasma en de celkern van de gastheer. De gastheer levert de voor de endosymbiont noodzakelijke eiwitten.
Het verschijnsel endosymbiose:
- is wijd verspreid over de stamboom van het leven;
- is van grote fysiologische betekenis in veel groepen van de eukaryoten;
- geeft een algemeen mechanisme voor de evolutie van eukaryotische cellen;
- kan helpen het evolutionaire proces van organellogenese te begrijpen;
- heeft zich niet alleen door overerving, maar horizontaal (dus tussen niet verwante soorten, en niet door afstamming) verbreid door secundaire en tertiaire endosymbiose.

## Eencellige gastheer
De vorming van een endosymbiotische relatie bij protisten (eencellige eukaryoten) wordt waarschijnlijk bevorderd door de aanvulling op de beperkte metabolische mogelijkheden van de gastheer en de biochemische veelzijdigheid van de endosymbiont, waardoor de gastheer de mogelijkheden krijgt te gedijen in een niet eerder beschikbaar milieu of niet eerder beschikbaar voedsel.
In sommige gevallen leidt endosymbiose tot een zo nauwe band tussen beide symbiotische partners, dat er een nieuw organisme is ontstaan in een proces dat symbiogenese heet. Tijdens dit proces treedt 'endosymbiotische genoverdracht' op, waarbij erfelijk materiaal van de endosymbionten wordt overgedragen naar de celkern van de gastheer. Wanneer de respectieve producten van de genen de oorspronkelijke endosymbiont ten goede komen, dan wordt dat beschouwd als een genetisch geïntegreerd celorganel.
Er is een grote verscheidenheid en vormen van endosymbiose.

### Prokaryotische endosymbionten bij protisten
Endosymbiose bij prokaryoten is zeer divers:
- fotosynthetische blauwwier-endosymbiont in heterotrofe amoeben,
- stikstofbindende niet-fotosynthetische blauwwier-endosymbiont in fotosynthetische diatomeeën,
- stikstofbindende en stikstofverwerkende endosymbionten van de orde Bacteroidales in cellulose-afbrekende, anaerobe flagellaten, die symbiotisch leven in het darmkanaal van termieten,
- methaan-producerende archaea in vrijlevende anaerobe ciliaten.

#### Fotosynthetische endosymbionten
Door fotosynthese komt voor de cel een vrijwel onbeperkte energiebron beschikbaar. Bij eukaryote cellen vindt deze fotosynthese plaats in plastiden. De plastiden hebben een monofyletische oorsprong binnen de blauwalgen. Recentelijk is er een tot fotosynthese leidende primaire endosymbiose ontdekt, waarbij een niet-verwant blauwwier is betrokken.
Paulinella chromatophora is een amoebe, die wordt gerekend tot de Cercozoa (een rijk binnen de supergroep Rhizaria). P. chromatophora bezit twee chromatoforen in de vorm van een worst. Deze chromatoforen blijken verwant aan het blauwwier van het geslacht Synechococcus dat behoort tot de α-cyanobacteriën (de clade van Prochlorococcus en Synechococcus), waardoor deze duidelijk zijn afgescheiden van de plastiden, die geëvolueerd zijn uit de β-cyanobacteriën.

#### Stikstofbindende of stikstofverwerkende endosymbionten
Stikstof is een belangrijk bestanddeel van veel biomoleculen die van wezenlijk belang zijn voor de groei en ontwikkeling van alle organismen. Stikstof is in grote hoeveelheden in de atmosfeer aanwezig als N2, maar over het algemeen vormen de stikstofverbindingen een beperkende factor voor de groei. Er zijn enkele bacteriën, die atmosferische stikstof kunnen binden. Eukaryoten zijn daartoe alleen in staat met behulp van deze stikstofbindende endosymbiotische bacteriën.
- Rhopalodia gibba is een goed onderzochte diatomee met naast fotosynthetisch actieve plastiden, ook nog een N2-bindende endosymbiont, de zogenaamde "bolvormige lichaampjes". Deze behoren tot de blauwwieren en zijn niet tot fotosynthese in staat: de daarvoor benodigde genen zijn niet functioneel.
- In het darmstelsel van verschillende soorten van termieten komen cellulose-verterende flagellaten met stikstofbindende of stikstofverwerkende endosymbionten van het Bacteroidales-type voor. De flagellaten behoren tot Parabasalida en de Oxymonadida.

#### Methanogene endosymbionten
Van veel vrijlevende ciliaten is het bekend, dat ze als endosymbiont methaanvormende Archaea huisvesten. De endosymbiose is voor beide partners facultatief. De anaerobe ciliaten hebben hydrogenosomen, die gasvormige waterstof (H2) kunnen vormen in een redox-reactie. Van deze hydrogenosomen is het aannemelijk dat ze afstammen van mitochondriën. De endosymbionten kunnen deze H2 gebruiken voor de reductie van koolzuurgas (CO2), waarbij methaan (CH4), opgeloste organische stoffen en energie ontstaan.

### Eukaryotische endosymbionten bij protisten

#### Paramecium bursaria
Paramecium bursaria (een soort van de Pantoffeldiertjes) behoort tot de ciliaten en is de gastheer van de groenwier Chlorella. Er zijn per gastheer honderden endosymbionten, ieder met een eigen vacuole, die de gastheer van suikers voorzien en fotoautotrofe levenswijze mogelijk maken.
De symbiose is facultatief: beide partners kunnen onafhankelijk van elkaar groeien, maar de gastheer kan de endosymbiont weer opnemen, nadat deze verloren is gegaan, bijvoorbeeld doordat de endosymbiont door de gastheer is verteerd tijdens het leven in het donker.

#### Hatena arenicola
Hatena arenicola is een tot de Katablepharida gerekende flagellaat, die een eencellig groenwier van het geslacht Nephroselmis op kan nemen als endosymbiont. Bij de celdeling wordt de endosymbiont meegegeven aan slechts een van de dochtercellen.
De dochtercel zonder chloroplast leeft eerst heterotroof als een predator, maar kan weer een specifieke groenwier van het geslacht Nephroselmis opnemen, waardoor deze zijn fotoautotrofe levenswijze weer kan opnemen.

#### Myrionecta rubra
Myrionecta rubra Jankowski (synoniemen: Mesodinum rubrum Lohmann, Cyclotrichium meunieri Powers) is een organisme dat bekend is door zijn rode algenbloei. De complexe plastiden, door kleptoplastie afkomstig van een prooi Geminigera cryophila (behoort tot de Cryptophyta), bevatten naast de (klepto-)plastide ook nog cytoplasma en mitochondriën. De celkern bevindt zich echter in het cytoplasma van de gastheer en lijkt daar de activiteit van het plastide-complex te reguleren. De celkernen behouden hun functionaliteit tot ongeveer 30 dagen, maar gaan sneller te gronde dan de plastiden. Als alle kernen te gronde zijn gegaan, kunnen de plastiden zich niet meer delen. M. rubra dankt zijn overleven aan het herhaaldelijk stelen van de celkernen van zijn prooi.

#### Dinoflagellaten
Soorten, behorende tot de dinoflagellaten kunnen fungeren als endosymbiont. Daarnaast zijn er soorten die kunnen optreden als gastheer voor een verscheidenheid aan algensoorten. Deze dinoflagellaten vormen een stabiele endosymbiose met secundaire of tertiaire plastiden. Er zijn dinoflagellaten met endosymbionten, afgeleid van cryptofyten en er zijn dinoflagellaten met endosymbionten, afgeleid van diatomeeën.

#### Foraminiferen

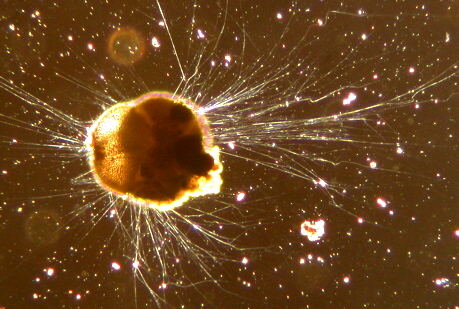
Voorbeeld van een foraminifeer: Ammonia tepida.

Foraminiferen (grotere amoeboïde protisten van de Rhizaria) zijn gastheer voor allerlei endosymbiotische algen, zoals dinoflagellaten, diatomeeën, roodwieren, Chrysophyta en Haptophyta.

## Meercellige gastheer
Waar bij een eencellige gastheer het hele organisme is betrokken bij de endosymbiose, is bij een meercellige gastheer de endosymbiose beperkt tot gespecialiseerde weefsels of organen.
Endosymbiotische genoverdracht (EGT) heeft bij meercellige gastheren kunnen plaatsvinden alleen als de endosymbionten toegang hebben tot de kiemcelbaan van de gastheer, waardoor ze aanwezig kunnen zijn in de gameten. Endosymbiotische genoverdracht naar eukaryoten is voornamelijk beschreven bij fagotrofe eencellige eukaryoten. Endosymbiotische integratie lijkt dus gemakkelijker plaats te vinden bij protisten.
Er zijn talloze voorbeelden van endosymbionten bij meercellige eukaryoten, vooral bij dieren:
- de mens heeft in de darm veel soorten endosymbionten: de darmflora.
- bladluizen hebben bacteriële endosymbionten.
- tseetseevlieg heeft bacteriële endosymbiont.
- eukaryotisch leven bij hydrothermale bronnen blijkt afhankelijk te zijn van thiotrofe (=zwavel oxiderende) bacteriële endosymbionten als primaire producent.
- Elysia chlorotica is een kleine tot middelgrote groene zeeslak uit de orde van de Opisthobranchia, onderorde Sacoglossa, familie Placobranchidae. De groene kleur komt van de plastiden, die ze verkrijgt door algen (Vaucheria litorea) op te eten. De op deze wijze 'gestolen' plastiden worden kleptoplastiden genoemd. De bladgroenkorrels worden gebruikt voor fotosynthese. De slak geeft de chloroplasten door aan de nakomelingen.

## Endosymbiontentheorie
| → chloroplast: | primaire endosymbiotische evolutie van cyanobacterie tot een plastide |
| → rhodoplast:  | evolutie van de plastide tot een rhodoplast                           |
| → dinoplast:   | evolutie van de plastide tot een dinoplast                            |
| → apicoplast:  | evolutie van de plastide door reductie tot een apicoplast             |

| Verwerven van plastiden:                      | Verwerven van plastiden:                                                                                       | Verwerven van plastiden: | Verwerven van plastiden:                                                                                       |
| --------------------------------------------- | --- | ------------------------ | --- |
| I + blauwwier: II + groenwier: II + roodwier: | primaire endosymbiose met blauwwier secundaire endosymbiose met groenwier secundaire endosymbiose met roodwier | → I: → II: → III:        | betrokken bij primaire endosymbiose betrokken bij secundaire endosymbiose betrokken bij tertiaire endosymbiose |

Vanwege het grote effect dat het verwerven van mitochondriën en plastiden gehad heeft op de fylogenie van het leven wordt de term endosymbiose vaak als een equivalent gebruikt voor de verwerving van deze organellen. Deze theorie wordt de endosymbiontentheorie genoemd. Daarnaast zijn er over de hele stamboom van het leven herhaaldelijk ontelbare endosymbiotische relaties, stabiel of meer van voorbijgaande aard, en meer recent geëvolueerd, die vaak over het hoofd zijn gezien. De gastheer is gewoonlijk een eukaryoot omdat deze gekenmerkt is door grotere cellen, door fagocytose en door beperkte metabolische mogelijkheden, terwijl de endosymbiont een prokaryoot of een eukaryoot kan zijn.
In het kader van verwerving van de plastide wordt endosymbiose met prokaryote symbionten (een cyanobacterium) aangeduid als primaire endosymbiose, wat leidt tot primaire plastiden. De plastiden zijn omgeven door twee membranen: de binnenste oorspronkelijk afkomstig van de endosymbiont, de buitenste van de gastheercel.
Een hierop volgende endosymbiose van een eukaryotische gastheer met een fotosynthetische eukaryoot heet secundaire endosymbiose. Dit leidt tot secundaire plastiden. Secundaire endosymbiose is vaak nog te herkennen aan de aanwezigheid van meer dan twee membranen om de plastiden en soms aan een rudimentaire kern (nucleomorf), afkomstig van de endosymbiont.
De plastiden hadden een monofyletische oorsprong binnen de Cyanobacteria. De kennis over het evolutionaire proces dat geleid heeft van vrij levende blauwwieren tot een geïntegreerd fotosynthetisch organel is nog voor een deel speculatief.
De amoebe Paulinella chromatophora (behorend tot de Cercozoa) is een betrekkelijk 'recent' geval van het onafhankelijk verwerven van fotosynthetische organellen (chromatoforen). Deze chromatoforen blijken verwant aan het blauwwier van het geslacht Synechococcus. Niet alleen de genen die misbaar zijn voor een intracellulair leven in de gastheer ontbreken bij de endosymbiont, maar ook de essentiële genen voor de synthese van aminozuren en cofactoren. De chromatoforen zijn aldus afhankelijk geworden van de gastheer.